# German Football League
German Football League (oficjalny skrót GFL) – najwyższa w hierarchii klasa ligowych rozgrywek futbolu amerykańskiego w Niemczech. Jej triumfator zostaje Mistrzem Niemiec, zaś najsłabsza drużyna relegowana jest do II ligi niemieckiej (GFL 2). Meczem finałowym o mistrzostwo Niemiec jest German Bowl.

## Historia
Utworzona w 1979 jako Bundesliga z inicjatywy Niemieckiego Związku Futbolu Amerykańskiego AFBD.  Pierwszymi klubami Bundesligi były: Frankfurter Löwen, Düsseldorf Panther, Munich Cowboys, Ansbach Grizzlies, Bremerhaven Seahawks i Berlin Bären (teraz Berlin Adler).
W 1980 w wyniku konfliktu pomiędzy pojedynczymi klubami i związkiem, pod egidą Düsseldorf Panther utworzona została liga konkurencyjna, Nordwestdeutsche Football Liga (NFL). Jednocześnie powstał konkurencyjny Związek Futbolu Amerykańskiego AFV.
W 1982 doszło do pojednania obydwu lig i utworzenia nowego Niemieckiego Związku Futbolu Amerykańskiego AFVD. Mecze Bundesligi o mistrzostwo Niemiec zostały uznane oficjalnymi natomiast mecze Nordwestdeutsche Football Liga nieoficjalnymi. W 1999 liga zmieniła nazwę na German Football League.

## Drużyny 2025
| - Kiel Baltic Hurricanes - Paderborn Dolphins - Potsdam Royals - Hildesheim Invaders - Berlin Rebels - Dresden Monarchs - Braunschweig Lions - Düsseldorf Panther |  | - Munich Cowboys - Saarland Hurricanes - Schwäbisch Hall Unicorns - Kirchdorf Wildcats - Allgäu Comets - Ravensburg Razorbacks - Straubing Spiders - Pforzheim Wilddogs |

## German Bowl
| Rok   | Miejscowość | Zdobywca                 | Wicemistrz               | Wynik   | Widzów |
| ----- | ----------- | ------------------------ | ------------------------ | ------- | ------ |
| 1979  | Frankfurt   | Frankfurter Löwen        | Ansbach Grizzlies        | 14 - 8  | 5.000  |
| 1980  | Frankfurt   | Frankfurter Löwen        | Ansbach Grizzlies        | 21 - 12 | 4.000  |
| 1981  | Kolonia     | Ansbach Grizzlies        | Frankfurter Löwen        | 27 - 6  | 2.500  |
| 1982  | Essen       | Ansbach Grizzlies        | Cologne Crocodiles       | 12 - 6  | 8.000  |
| 1983  | Norymberga  | Düsseldorf Panther       | Ansbach Grizzlies        | 22 - 7  | 6.200  |
| 1984  | Essen       | Düsseldorf Panther       | Ansbach Grizzlies        | 14 - 7  | 10.000 |
| 1985  | Kolonia     | Ansbach Grizzlies        | Düsseldorf Panther       | 14 - 7  | 9.000  |
| 1986  | Würzburg    | Düsseldorf Panther       | Ansbach Grizzlies        | 27 - 14 | 10.000 |
| 1987  | Berlin      | Berlin Adler             | Badener Greifs           | 37 - 12 | 14.000 |
| 1988  | Berlin      | Red Barons Cologne       | Düsseldorf Panther       | 25 - 20 | 11.000 |
| 1989  | Norymberga  | Berlin Adler             | Red Barons Cologne       | 30 - 23 | 10.500 |
| 1990  | Düsseldorf  | Berlin Adler             | Cologne Crocodiles       | 50 - 38 | 10.000 |
| 1991  | Hamburg     | Berlin Adler             | Cologne Crocodiles       | 22 - 21 | 13.000 |
| 1992  | Hanower     | Düsseldorf Panther       | Munich Cowboys           | 24 - 23 | 8.750  |
| 1993  | Monachium   | Munich Cowboys           | Cologne Crocodiles       | 42 - 36 | 10.135 |
| 1994  | Hanau       | Düsseldorf Panther       | Berlin Adler             | 27 - 17 | 7.862  |
| 1995  | Brunszwik   | Düsseldorf Panther       | Hamburg Blue Devils      | 17 - 10 | 12.125 |
| 1996  | Hamburg     | Hamburg Blue Devils      | Düsseldorf Panther       | 31 - 12 | 19.700 |
| 1997  | Hamburg     | Braunschweig Lions       | Cologne Crocodiles       | 26 - 23 | 14.800 |
| 1998  | Hamburg     | Braunschweig Lions       | Hamburg Blue Devils      | 20 - 14 | 22.100 |
| 1999  | Hamburg     | Braunschweig Lions       | Hamburg Blue Devils      | 25 - 24 | 30.400 |
| 2000  | Brunszwik   | Cologne Crocodiles       | Braunschweig Lions       | 31 - 29 | 20.312 |
| 2001  | Hanower     | Hamburg Blue Devils      | Braunschweig Lions       | 31 - 13 | 23.193 |
| 2002  | Brunszwik   | Hamburg Blue Devils      | Braunschweig Lions       | 16 - 13 | 21.097 |
| 2003  | Wolfsburg   | Hamburg Blue Devils      | Braunschweig Lions       | 37 - 36 | 20.517 |
| 2004  | Brunszwik   | Berlin Adler             | Braunschweig Lions       | 10 - 7  | 17.200 |
| 2005  | Hanower     | Braunschweig Lions       | Hamburg Blue Devils      | 31 - 28 | 19.512 |
| 2006  | Brunszwik   | Braunschweig Lions       | Marburg Mercenaries      | 31 - 13 | 15.897 |
| 2007  | Stuttgart   | Braunschweig Lions       | Stuttgart Scorpions      | 27 - 6  | 8.152  |
| 2008  | Frankfurt   | Braunschweig Lions       | Kiel Baltic Hurricanes   | 20 - 14 | 16.177 |
| 2009  | Frankfurt   | Berlin Adler             | Kiel Baltic Hurricanes   | 28 - 21 | 14.234 |
| 2010  | Frankfurt   | Kiel Baltic Hurricanes   | Berlin Adler             | 17 - 10 | 11.121 |
| 2011  | Magdeburg   | Schwäbisch Hall Unicorns | Kiel Baltic Hurricanes   | 48 - 44 | 11.711 |
| 2012  | Berlin      | Schwäbisch Hall Unicorns | Kiel Baltic Hurricanes   | 56 - 53 | 11.242 |
| 2013  | Berlin      | Braunschweig Lions       | Dresden Monarchs         | 35 - 34 | 12.157 |
| 2014  | Berlin      | Braunschweig Lions       | Schwäbisch Hall Unicorns | 47 - 9  | 12.531 |
| 2015  | Berlin      | Braunschweig Lions       | Schwäbisch Hall Unicorns | 41 - 31 | 12.051 |
| 2016  | Berlin      | Braunschweig Lions       | Schwäbisch Hall Unicorns | 31 - 20 | 13.047 |
| 2017  | Berlin      | Schwäbisch Hall Unicorns | Braunschweig Lions       | 14 - 13 | 13.000 |
| 2018  | Berlin      | Schwäbisch Hall Unicorns | Frankfurt Universe       | 21 - 19 | 15.213 |
| 2019  | Berlin      | Braunschweig Lions       | Schwäbisch Hall Unicorns | 10 - 7  | 20.382 |
| 2020* | Berlin      | -                        | -                        | -       | -      |
| 2021  | Frankfurt   | Dresden Monarchs         | Schwäbisch Hall Unicorns | 28 - 19 | 14.378 |
| 2022  | Frankfurt   | Schwäbisch Hall Unicorns | Potsdam Royals           | 44 - 27 | 9.637  |
| 2023  | Essen       | Potsdam Royals           | Schwäbisch Hall Unicorns | 34 - 7  | 9.561  |
| 2024  | Essen       | Potsdam Royals           | Dresden Monarchs         | 27 - 21 | 9.712  |

* Sezonu 2020 nie rozegrano z powodu epidemii koronawirusa.

## Bilans klubów
| Liczba tytułów | Klub                     | Lata triumfów                                                          |
| -------------- | ------------------------ | ---------------------------------------------------------------------- |
| 12             | Braunschweig Lions       | 1997, 1998, 1999, 2005, 2006, 2007, 2008, 2013, 2014, 2015, 2016, 2019 |
| 6              | Berlin Adler             | 1987, 1989, 1990, 1991, 2004, 2009                                     |
| 6              | Düsseldorf Panther       | 1983, 1984, 1986, 1992, 1994, 1995                                     |
| 5              | Schwäbisch Hall Unicorns | 2011, 2012, 2017, 2018, 2022                                           |
| 4              | Hamburg Blue Devils      | 1996, 2001, 2002, 2003                                                 |
| 3              | Ansbach Grizzlies        | 1981, 1982, 1985                                                       |
| 2              | Potsdam Royals           | 2023, 2024                                                             |
| 2              | Frankfurter Löwen        | 1979, 1980                                                             |
| 1              | Dresden Monarchs         | 2021                                                                   |
| 1              | Kiel Baltic Hurricanes   | 2010                                                                   |
| 1              | Cologne Crocodiles       | 2000                                                                   |
| 1              | Munich Cowboys           | 1993                                                                   |
| 1              | Red Barons Cologne       | 1988                                                                   |